# René Barrientos

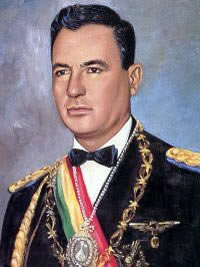
Staatsportret van René Barrientos Ortuño

René Barrientos Ortuño (Tarata, 30 mei 1919 – Arque, 27 april 1969) was een Boliviaans politicus die als vicepresident zijn land diende in 1964 en als president van 1964 tot 1969.
Generaal Barrientos kwam aan de macht door het omverwerpen van de democratische gekozen regering van Víctor Paz Estenssoro in een door de CIA gesteunde staatsgreep. Van 1965 tot 1966 was hij co-president samen met Alfredo Ovando Candía, de opperbevelhebber van het leger. Vanaf 1966 was hij alleen president. Tijdens zijn vijfjarige bewind, onderdrukten Barrientos en het leger alle oppositie tegen zijn conservatieve regime, met inbegrip van een kleine georganiseerde opstand door Che Guevara in 1967.
Hij kwam om bij een helikopterongeluk op 27 april 1969. Hij werd opgevolgd als president door Luis Adolfo Siles Salinas.